# Правовий радник
Громадська організація "Правовий радник" (англ. Legal Adviser) — громадська організація, яка об’єднує висококваліфікованих юристів та експертів, які сприяють охороні прав та свобод громадян, захисту інтересів бізнесу та євроінтеграційному розвитку України.

## Діяльність
Основною метою створення Громадської організації "Правовий радник" є забезпечення суспільних, економічних, соціальних, культурних, освітніх та інших інтересів своїх членів та інших осіб.

##### Завдання
- сприяти реформуванню та європейській інтеграції України
- здійснювати фасилітацію діалогу між суспільством та владою
- стати провідником юридичних знань в українському суспільстві
- надавати правову допомогу тим, хто її потребує

Діяльність  організації включає ретельний аналіз існуючих законів з метою виявлення недоліків та розробку пропозицій щодо їх вдосконалення. Ми також займаємося підготовкою нових проектів нормативно-правових актів, що відповідають сучасним потребам суспільства та сприяють законній діяльності органів державної влади та місцевого самоврядування.
Експерти громадської організації працюють над створенням правових механізмів, які забезпечують ефективну реалізацію та захист прав, свобод і інтересів громадян.

## Проєкти

##### Гендерна рівність у сфері охорони здоров'я
Представники Громадської організації “Правовий радник” сприяють просуванню гендерно-чутливих і заснованих на правах людини підходів у наданні медичних послуг в рамках процесу європейської інтеграції України. Представники організації беруть активну участь у зустрічах та заходах, присвячених формуванню гендерної політики та здійснюють підтримку політичного діалогу між Міністерством охорони здоров’я України та міжнародними партнерами для просування гендерних питань.
Зокрема, експерти організації ініціюють постійні зустрічі з DG JUST і FRA для обміну досвідом.
Громадська організація "Правовий радник" у співпраці з Всесвітньою організацією охорони здоров'я здійснює технічну підтримку Міністерства охорони здоров'я України щодо інтеграції гендерних аспектів у нормативно-правові акти у сфері охорони здоров'я та зміцнення потенціалу системи охорони здоров’я України у просуванні гендерної рівності, прав людини та справедливості.
Діяльність включає аналіз законодавства, розробку проектів нормативно-правових актів та моніторинг та оцінку впровадженої гендерної політики з метою забезпечення її ефективності та відповідності міжнародним стандартам.
Останні заходи, в яких представники Громадської організації "Правовий Радник" брали участь за ініціативи Всесвітньої організації охорони здоров'я
- Тренінг з гендерно-чутливих комунікацій
- Тренінг з гендерного мейнстрімінгу

Підтримка євроінтеграції у сфері охорони здоров'я
Угода про асоціацію визначає якісно новий формат відносин між Україною та ЄС і слугує стратегічним орієнтиром системних соціально-економічних реформ в Україні, а поглиблена та всеохоплююча зона вільної торгівлі між Україною та ЄС, яка є частиною Угоди, визначає правову базу для вільного переміщення товарів, послуг, капіталів, а також регуляторного наближення, спрямованого на поступове входження економіки України до спільного ринку ЄС.
Громадська організація "Правовий радник" надає юридичну підтримку Міністерству охорони здоров'ю в процесі аналізу, розробки та впровадження законодавчих актів з метою гармонізації українського законодавства у сфері охорони здоров’я з правом Європейського Союзу.

##### Юридичний супровід релокації бізнесу
Громадська організація "Правовий радник" в період з березня по грудень 2022 року здійснювала забезпечення правової допомоги українському бізнесу в переміщенні своїх виробничих потужностей та працівників з територій, що наближені або знаходяться у зоні бойових дій, в безпечні регіони України в рамках Програми релокації підприємств, що реалізується Урядом та Міністерством економіки)
Юридична допомога внутрішньо переміщеним особам
Проект «Юридична допомога переміщеним особам» реалізовувався у період з березня по червень 2022 року. Його метою було забезпечення правової допомоги та захист основних прав і свобод внутрішньо переміщених осіб, що постраждали внаслідок збройної агресії рф 24 лютого 2022 року. В межах проекту сприяли у вирішенні соціально-економічних потреб цих осіб.
Основні завдання проекту полягали у наданні інформаційно-консультаційної підтримки переміщеним особам. Фахівці проекту здійснювали роз’яснення щодо порядку перетину державного кордону в умовах воєнного стану, консультували з питань отримання статусу внутрішньо переміщеної особи, оформлення тимчасового захисту у Європейському Союзі та інших країнах світу.
Також було надано допомога в оформленні грошових виплат в рамках програми «єПідтримка». Цей проект відіграв важливу роль у забезпеченні правової підтримки та покращенні соціальних умов внутрішньо переміщених осіб в умовах масштабної кризи, спричиненої військовою агресією.

## Історія
Громадська організація "Правовий радник" була заснована у 2021 році з метою надання правової допомоги та сприяння захисту прав людини в Україні.
Основним напрямом діяльності організації є підтримка реформ, зокрема в рамках євроінтеграційного процесу України.
Організація активно співпрацює з національними та міжнародними партнерами, серед яких Всесвітня організація охорони здоров'я (ВООЗ), Європейська комісія та інші міжнародні інституції, що сприяють просуванню реформ в Україні.
Організація продовжує активну роботу у сфері захисту прав людини та гендерної рівності, сприяючи інтеграції України в Європейський Союз і формуванню сучасної правової системи, що відповідає європейським стандартам.
1. ↑   https://www.legaladviser-ngo.com/. {{cite web}}: Пропущений або порожній |title= (довідка)
2. ↑  Програма релокації бізнесу.
3. ↑  Витяг з Єдиного державного реєстру юридичних осіб, фізичних осіб-підприємців та громадських формувань.